# بني الشيبة (بني سعد)

تعديل مصدري - تعديل

بني الشيبة هي إحدى قرى عزلة بني الشويشى بمديرية بني سعد التابعة لمحافظة المحويت، بلغ تعداد سكانها 80 نسمة حسب تعداد اليمن لعام 2004.